# 慈勝寺 (あきる野市)
慈勝寺（じしょうじ）は、東京都あきる野市にある臨済宗建長寺派の寺院。

## 歴史
平安時代末期、円寿院の開基である。円寿院は当地の豪族秩父重弘の娘で、後に下総国の豪族千葉常胤に嫁ぎ、常胤の死後に出家したといわれている。
その後の室町時代に寺運衰微したが、16世紀前期に貴山得によって中興された。
境内には、東京都の天然記念物に指定されているモッコクの木がある。本堂の裏にも巨木があり、通称「ナンジャモンジャ」と呼ばれている。

## 文化財
- 慈勝寺のモッコク（東京都指定天然記念物 昭和49年8月1日指定）[2]

## 交通アクセス
- 福生駅より徒歩24分。